# تشن يي (تنس)
تشن يي (بالصينية: 陳宜) مواليد 12 نوفمبر 1986 في تايبيه، هي لاعبة كرة مضرب تايوانية تلعب باليد اليمنى. أعلى تصنيف لها في الفردي كان المركز الـ 377 في سنة 2007. أعلى تصنيف لها في الزوجي كان المركز الـ 116 في سنة 2009.

## النهائيات

### الفردي النهائي: 3 (0–3)
| الحصيلة | No | التاريخ       | الدورة             | الأرضية | المنافس في النهائي | النتيجة في النهائي |
| الوصافة | 1. | 2 مايو 2006   | جاكرتا، إندونيسيا  | صلبة    | أيو فاني داميانتي  | 3–6, 3–6           |
| الوصافة | 2. | 10 مايو 2006  | تاراكان، إندونيسيا | صلبة    | هوانغ لي           | 5–7, 4–6           |
| الوصافة | 3. | 20 يوليو 2007 | خون كاين، تايلاند  | صلبة    | نونجنادا واناسوك   | 3–6, 0–6           |

## روابط خارجية
- تشن يي على موقع رابطة محترفات التنس (الإنجليزية)
- تشن يي على موقع الاتحاد الدولي لكرة المضرب (الإنجليزية)
- تشن يي على موقع خلاصة التنس.كوم (الإنجليزية)